# Gerd Schirrmacher
Gerd Schirrmacher (* 27. März 1930) ist ein ehemaliger deutscher Fußballspieler. Mit 173 Spielen (38 Tore) ist Schirrmacher der Spieler mit den meisten Spielen in der Oberliga West für den VfL Bochum.

## Laufbahn
Die höherklassige Laufbahn des halblinken Angreifers Gerd Schirrmacher bei der SpVgg Röhlinghausen 1949/50 in der 2. Oberliga West.
Der Stürmer erzielte in seinem Debütjahr in der 2. Liga in 28 Spielen acht Tore und Röhlinghausen belegte den 9. Rang. Nach der Saison entzog der WFLV den Röhlinghausenern aus finanziellen Gründen die Lizenz, Schirrmacher wechselte zu den Sportfreunden Wanne-Eickel. Hier konnte sich Schirrmacher trotz fünf Toren in nur acht Spielen nicht richtig durchsetzen, sodass er nach dem Wiederaufstieg der Spielvereinigung im Sommer 1951 nach Röhlinghausen zurückkehrte. In der Saison 1951/52 folgte der sportliche Abstieg der Röhlinghausener als Drittletzter. Zusammen mit seinen Teamkollegen Richard Duddek, Heinz Liebers und Herbert Sturm wechselte Schirrmacher im Sommer 1952 zum VfL Bochum.
Mit Bochum wurde Schirrmacher in der Saison 1952/53 Meister der 2. Oberliga West und stieg in die Oberliga West auf. Ernst Koch hatte die Bochumer am 26. April 1953 beim 7:2-Sieg im Nachholspiel beim VfB Marathon Remscheid mit fünf Toren in die Oberliga geschossen. Das erste Oberliga-Spiel absolvierte Schirrmacher auswärts am 9. August 1953 beim FC Schalke 04. Zusammen mit Werner Ocker, Ernst Koch, Helmut Kalinka und Herbert Sturm bildete Schirrmacher den Angriff bei der Bochumer Oberliga-Premiere. Die Mannschaft von der Castroper Straße musste sich durch ein Tor von Hans Krämer in der 23. Minute mit 1:0 geschlagen geben. Bochum belegte am Ende der Saison 1953/54 den 8. Tabellenplatz.
Nach der Saison 1954/55 musste der VfL nach nur sechs Heimsiegen den zusammen mit dem Meidericher SV Abstieg in die zweite Liga antreten. Die Saison 1955/56 beendete Bochum als Tabellenerster vor dem MSV. Im entscheidenden Spiel am 6. Mai 1956 im heimischen Stadion gegen den STV Horst-Emscher verletzte sich der gegnerische Torwart Helmut Traska bereits in der fünften Spielminute und Mittelfeldspieler Heinz Grzeszak musste seinen Torwart ersetzen. In der 75. Minute entschied das Bochumer Urgestein Erwin Schneider mit einem Schuss aus 40 Metern das Spiel vor 30.000 Zuschauern mit 1:0 für Bochum. Karl-Heinz Bunzendahl und Gerd Schirrmacher trugen den Siegtorschützen nach dem Spiel auf ihren Schultern vom Platz. Schirrmacher bestritt alle 30 Ligaspiele und war mit seinen 19 Toren, als erfolgreichster Bochumer Torschütze, maßgeblich am direkten Wiederaufstieg des VfL beteiligt.
In der Runde 1960/61 verlor der VfL am letzten Spieltag sein Heimspiel mit 1:4 Toren gegen Hamborn 07 und stieg gemeinsam mit Rot-Weiss Essen aus der Oberliga West ab. Unter Trainer Fritz Silken hatte Schirrmacherin 21 Spielen vier Tore erzielt, unter anderem das letzte Bochumer Oberligator gegen Hamborn. Da Bochum sich nicht für die neue Regionalliga West zur Saison 1963/64 qualifizieren konnte, endete im Sommer 1963 die höherklassige Laufbahn von Gerd Schirrmacher.

## Statistik
- 2. Oberliga West

| Einsätze | Tore | Saison  | Verein                    |
| -------- | ---- | ------- | ------------------------- |
| 28       | 8    | 1949/50 | SpVgg Röhlinghausen       |
| 9        | 5    | 1950/51 | Sportfreunde Wanne-Eickel |
| 26       | 8    | 1951/52 | SpVgg Röhlinghausen       |
| 26       | 15   | 1952/53 | VfL Bochum                |
| 30       | 19   | 1955/56 | VfL Bochum                |
| 23       | 3    | 1961/62 | VfL Bochum                |
| 22       | 9    | 1962/63 | VfL Bochum                |
| 164      | 67   | gesamt  | gesamt                    |

- Oberliga West

| Einsätze | Tore | Saison  | Verein     |
| -------- | ---- | ------- | ---------- |
| 27       | 9    | 1953/54 | VfL Bochum |
| 27       | 5    | 1954/55 | VfL Bochum |
| 19       | 5    | 1956/57 | VfL Bochum |
| 27       | 6    | 1957/58 | VfL Bochum |
| 26       | 5    | 1958/59 | VfL Bochum |
| 26       | 4    | 1959/60 | VfL Bochum |
| 21       | 4    | 1960/61 | VfL Bochum |
| 173      | 38   | gesamt  | gesamt     |

- Verbandsliga Westfalen

| Einsätze | Tore | Saison  | Verein     |
| -------- | ---- | ------- | ---------- |
| 9        | 4    | 1963/64 | VfL Bochum |
| 9        | 4    | gesamt  | gesamt     |